# Orophea megalophylla
Orophea megalophylla är en kirimojaväxtart som beskrevs av Keßler. Orophea megalophylla ingår i släktet Orophea och familjen kirimojaväxter. Inga underarter finns listade i Catalogue of Life.